# X-Press Pearl
O X-Press Pearl foi um navio porta-contentores da classe Super Eco 2700 registado em Singapura. A embarcação entrou em serviço em fevereiro de 2021 e tinha cerca de 186 metros de comprimento. Foi operado pela X-Press Feeders.
No dia 20 de maio de 2021, o X-Press Pearl pegou fogo na costa de Colombo, no Sri Lanka. A embarcação foi tomada pelas chamas a 27 de maio e declarada perda total. Quando ainda flutuava, o incêndio foi controlado pelos bombeiros do Sri Lanka na madrugada de 27 de maio de 2021. Após queimar por 12 dias, a embarcação afundou a 2 de junho enquanto era rebocada para águas mais profundas. O incidente foi considerado o pior desastre ecológico marinho na história do Sri Lanka para os produtos químicos que foram derramados para o oceano.
De acordo com o X-Press Feeders, as operações de salvamento para remover os destroços começaram em novembro de 2021.